# Lichtenberg (Hennef)
Lichtenberg ist ein Ortsteil der Stadt Hennef (Sieg) im Rhein-Sieg-Kreis in Nordrhein-Westfalen. Ortsteile sind Künzenhohn und Heckelsberg.

## Lage
Der Ort liegt in einer Höhe von 180 bis 210 Metern über N.N. auf den Hängen des Westerwaldes. Nachbarorte sind Uckerath im Osten und Hüchel im Süden, im Südwesten liegen die Weiler Derenbach und Doppelsgarten, im Nordwesten der Weiler Rütsch und im Norden die Weiler Schächer und Raveneck.

## Geschichte
Lichtenberg war Zentralort einer Honschaft im Kirchspiel Uckerath. Die Honschaft hatte 1742 387 Einwohner in 67 Haushalten, 1791 422 Einwohner in 75 Haushalten. Zur Honschaft gehörten neben Lichtenberg selbst die Weiler Taubenschlade, Hollenbusch, Hüchel, Heckelsberg, Rütsch, Röttgen, Zumhof Derenbach, Kunzenhohn, Schächer und Buchholz.
1910 gab es in Lichtenberg eine Schule und die Haushalte Ackerer Bernhard Adscheid, Ackerin Elisabeth Bertram, Umlader Heinrich Buchholz, Fabrikarbeiter Wilhelm Dahlhausen, Schmied Fridrich Wilhelm Halm, Fabrikarbeiter Jakob Halm, Schreiner Heinrich Hambitzer, Ackergehilfe Theodor Hauber, Ackerer Bartel Henseler, Anna Katharina Hombach, Acker Peter Limbach, Umlader Peter Limbach, die Ackerer Heinrich und Theodor Löbach, Dreher Gottfried Rings, Ackerer Heinrich Rings und Fabrikarbeiter Josef Rings, Fabrikarbeiter Heinrich Schiffgen, Schuster Heinrich Schiffgen, Schlosser Karl Schiffgen und Tagelöhner Ackerer Johann Schmitz, Peter Josef Schiffgen und Ackerin Witwe Friedrich Weiß.
Bis zum 1. August 1969 gehörte Lichtenberg zur Gemeinde Uckerath, im Rahmen der kommunalen Neugliederung des Raumes Bonn wurde Uckerath, damit auch der Ort Lichtenberg, der damals neuen amtsfreien Gemeinde „Hennef (Sieg)“ zugeordnet.

## Weblink
- Bilder des Heimatvereins